# Clara Fraser
Clara Doris Fraser (* 12. März 1923; † 24. Februar 1998) war eine feministische und sozialistische Politikerin in den USA. Sie war Mitbegründerin der Freedom Socialist Party.

## Veröffentlichungen
- Revolution, She Wrote. Red Letter Press, Seattle 1998, ISBN 0932323049
- Socialism for Skeptics. Red Letter Press, Seattle 2000, ISBN 093232312X
- Clara Fraser und Richard Fraser: Crisis and Leadership. Red Letter Press, Seattle 2000, ISBN 0932323081
- The Emancipation of Women: Female Leadership in the Southern Civil Rights Struggle. Red Letter Press, Seattle 2003, ISBN 0972540318
- Woman As Leader: Double Jeopardy on Account of Sex. Red Letter Press, Seattle 2003, ISBN 097254030X
- Which Road Towards Women’s Liberation: A Radical Vanguard or a Single-Issue Coalition? Red Letter Press, Seattle 2003, ISBN 0972540326

## Artikel über Clara Fraser
- Carol Beers: Activist Clara Fraser Dead At 74 – 'Life Spent Contemplating Your Own Navel... Helps No One'. In: Seattle Times. 28. Februar 1998.
- Florangela Davila: Still Active – Radical Clara Fraser Turns A Feisty 73. In: Seattle Times. 17. März 1996.

## Archive
- Clara Fraser Defense Committee records. 1979–83. 42 cubic feet.
- Clara and Richard Fraser Papers. 1905–1949, 1970. 100 items (2 boxes).

| Personendaten    | Personendaten                                                               |
| ---------------- | --------------------------------------------------------------------------- |
| NAME             | Fraser, Clara                                                               |
| ALTERNATIVNAMEN  | Fraser, Clara Doris (vollständiger Name)                                    |
| KURZBESCHREIBUNG | US-amerikanische Politikerin (Freedom Socialist Party) und Frauenrechtlerin |
| GEBURTSDATUM     | 12. März 1923                                                               |
| STERBEDATUM      | 24. Februar 1998                                                            |